# Copa Intercontinental 1981
La Copa Intercontinental 1981 fue la vigésima edición del torneo que enfrentaba al campeón de la Copa Libertadores de América con el campeón de la Copa de Campeones de Europa. Al igual que el año anterior, se llevó a cabo en un único encuentro jugado el 13 de diciembre de 1981 en el Estadio Nacional de la ciudad de Tokio, en Japón.
Esta edición fue disputada por Flamengo de Brasil, campeón de la Copa Libertadores 1981, y Liverpool de Inglaterra, ganador de la Copa de Campeones de Europa 1980-81.
El 27 de octubre de 2017, después de una reunión celebrada en la India, el Consejo de la FIFA reconoció oficialmente a los ganadores de la Copa Intercontinental como campeones mundiales.
Así, el Flamengo se consagró campeón mundial al derrotar al Liverpool de manera contundente. El equipo carioca venció al rival por 3-0, anotando todos los goles en la primera mitad, con dos goles de Nunes y uno de Adílio. Todos los goles contaron con la participación de Zico, quien fue elegido el mejor jugador del partido.

## Historia

### Camino hacia la Final
La final de la Copa Intercontinental de 1981 contaba con dos equipos con objetivos diferentes. Para los ingleses, la meta era demostrar la superioridad del fútbol británico. El Liverpool estaba cosechando varios títulos en la era dorada de su historia. El equipo inglés había logrado un tricampeonato europeo y parecía no tener rivales (a excepción, quizás, del Nottingham Forest). Phil Neal, Terry McDermott, Alan Hansen, Graeme Souness y la gran estrella Kenny Dalglish eran los protagonistas del equipo tricampeón europeo.
La escuadra brasileña entraba al campo para eliminar el estigma de que no era solo un "equipo de Maracaná", ya que sus principales títulos hasta ese momento se habían conquistado en ese estadio. Sin embargo, el mayor impulso era la muerte del exentrenador y principal formador e impulsor del equipo rojinegro, Cláudio Coutinho, que había fallecido por ahogamiento. Ganar el título era el mayor homenaje para el difunto entrenador. El Flamengo contaba con un plantel compuesto en su mayoría por jugadores de las categorías juveniles del club, quienes recientemente habían logrado el tricampeonato Carioca de Fútbol (1978/1979/1979 - edición especial), el Campeonato Brasileño de 1980, el Campeonato Carioca de 1981 y la Copa Libertadores 1981.

### Desarrollo del Partido y Triunfo del Flamengo
Al comenzar el juego, la afición japonesa decidió apoyar a la representación brasileña, reconociendo el estilo envolvente del Flamengo, que practicaba un fútbol de calidad. A los trece minutos, Zico realizó un lanzamiento notable para Nunes, quien, al notar la salida del portero Bruce Grobbelaar, lo eludió desde fuera del área grande, abriendo el marcador. Nunes celebró antes de que la pelota ingresara. Además de enfrentarse al equipo completamente rojinegro, los Reds tenían ante sí a un Zico destacado, realizando la mejor actuación de su carrera.
A los 34 minutos, Terry McDermott cometió falta sobre Tita en la entrada del área, lo que resultó en una ejecución de falta por parte de Zico. El portero Grobbelaar rechazó el potente disparo, pero en el rebote, Lico finalizó y el defensor Phil Thompson despejó, aunque no pudo evitar el gol de Adílio, ampliando la ventaja a 2-0.
El Liverpool sintió el golpe y se dio cuenta de que el juego estaba prácticamente decidido a los 41 minutos del primer tiempo. Zico repitió la jugada del primer gol, lanzando nuevamente a Nunes, quien avanzó y finalizó con precisión en la salida del portero. Antes del descanso, el Flamengo ya ganaba por 3-0.
El segundo tiempo transcurrió con los aficionados rojinegros de todo el mundo preparándose para la celebración que seguiría al pitido final. Los cracks del Flamengo demostraron su superioridad, tocando el balón de manera envolvente y humillando a los ingleses. El juego concluyó con una celebración flamenguista en Brasil.

### Legado
El legado del Mundial de 1981 dejó huellas profundas y duraderas, resonando años después en eventos significativos. Phil Neal, exlateral del Liverpool, confesó que la derrota ante el Flamengo en la decisión mundial fue una verdadera lección para su equipo. Esta derrota, lejos de desanimarlos, sirvió como inspiración para un cambio notable. En esa misma temporada, el Liverpool, que ocupaba la duodécima posición en la Liga Inglesa, conquistó sorprendentemente el título, un ascenso impulsado por la experiencia vivida frente al Flamengo.
Graeme Souness, exvolante del Liverpool, reconoció el talento incomparable de Zico, calificándolo como imparable. El impacto de la actuación del Flamengo en ese mundial trascendió fronteras y se convirtió en una referencia de excelencia en el fútbol.
En 2019, la canción "En diciembre del 81", entonada por la hinchada del Flamengo, resurgió como un himno emocionante durante la increíble campaña del club en la Copa Libertadores 2019. El Flamengo, que no ganaba el título desde 1981, triunfó nuevamente en esa temporada. Curiosamente, el destino les tenía reservado un nuevo encuentro contra el Liverpool en la Copa Mundial de Clubes, brindando a los ingleses una pequeña venganza al ganar la final por 1-0 en la prórroga.
La canción "En diciembre del 81", un homenaje al logro histórico, trascendió las fronteras brasileñas y fue reconocida internacionalmente. El diario Marca de España eligió la canción como uno de los mejores cánticos de fútbol del mundo, destacando la importancia cultural y emocional que el Mundial de 1981 dejó como legado en el escenario deportivo global.

## Equipos participantes
| Conmebol (Sudamérica) |  | Flamengo  |  | Campeón de la Copa Libertadores de América (1981)   |
| UEFA (Europa)         |  | Liverpool |  | Campeón de la Copa de Campeones de Europa (1980-81) |

## Sede
| Japón               |          |
| Ciudad              | Estadio  |
| Tokio               | Nacional |
|                     |          |
| 57 363 espectadores |          |

## Ficha del partido
| 1          | POR        | Raul                   |  |
| 2          | DEF        | Leandro                |  |
| 13         | DEF        | Marinho                |  |
| 4          | DEF        | Mozer                  |  |
| 5          | DEF        | Júnior                 |  |
| 6          | MED        | Andrade                |  |
| 8          | MED        | Adílio                 |  |
| 11         | MED        | Lico                   |  |
| 10         | MED        | Zico                   |  |
| 7          | DEL        | Tita                   |  |
| 9          | DEL        | Nunes                  |  |
| Entrenador | Entrenador | Paulo César Carpegiani |  |

| 1          | POR        | Bruce Grobbelaar |     |
| 2          | DEF        | Phil Neal        |     |
| 6          | DEF        | Alan Hansen      |     |
| 4          | DEF        | Phil Thompson    |     |
| 3          | DEF        | Mark Lawrenson   |     |
| 5          | MED        | Ray Kennedy      |     |
| 11         | MED        | Graeme Souness   |     |
| 10         | MED        | Terry McDermott  | 51' |
| 14         | MED        | Sammy Lee        |     |
| 7          | DEL        | Kenny Dalglish   |     |
| 16         | DEL        | Craig Johnston   |     |
| Entrenador | Entrenador | Bob Paisley      |     |

| 12 | DEL | David Johnson | 51' |

| Anotado | 12' | Nunes  | 1:0 |
| Anotado | 34' | Adílio | 2:0 |
| Anotado | 41' | Nunes  | 3:0 |

| Árbitro | Mario Rubio Vázquez |

| 1          | POR        | Raul                   |  |
| 2          | DEF        | Leandro                |  |
| 13         | DEF        | Marinho                |  |
| 4          | DEF        | Mozer                  |  |
| 5          | DEF        | Júnior                 |  |
| 6          | MED        | Andrade                |  |
| 8          | MED        | Adílio                 |  |
| 11         | MED        | Lico                   |  |
| 10         | MED        | Zico                   |  |
| 7          | DEL        | Tita                   |  |
| 9          | DEL        | Nunes                  |  |
| Entrenador | Entrenador | Paulo César Carpegiani |  |

| 1          | POR        | Bruce Grobbelaar |     |
| 2          | DEF        | Phil Neal        |     |
| 6          | DEF        | Alan Hansen      |     |
| 4          | DEF        | Phil Thompson    |     |
| 3          | DEF        | Mark Lawrenson   |     |
| 5          | MED        | Ray Kennedy      |     |
| 11         | MED        | Graeme Souness   |     |
| 10         | MED        | Terry McDermott  | 51' |
| 14         | MED        | Sammy Lee        |     |
| 7          | DEL        | Kenny Dalglish   |     |
| 16         | DEL        | Craig Johnston   |     |
| Entrenador | Entrenador | Bob Paisley      |     |

| 12 | DEL | David Johnson | 51' |

| Anotado | 12' | Nunes  | 1:0 |
| Anotado | 34' | Adílio | 2:0 |
| Anotado | 41' | Nunes  | 3:0 |

| Árbitro | Mario Rubio Vázquez |

|                        |
| Bandera de Brasil      |
| Campeón C. R. Flamengo |
| 1.er título            |